# Ферхат-паша (великий визирь)
Ферха́т-паша́ (ум. 1595) — государственный и военный деятель Османской империи, дважды занимавший в период правления султана Мурада III пост великого визиря. Ферхат-паша был сердаром последнего этапа Турецко-персидской войны (1578—1590) годов и при нём был заключён мирный договор, носящий название Стамбульский мирный договор или Мирный договор Ферхата-паши.

## Биография

### Карьера до поста великого визиря
Время и место рождения Ферхата неизвестны. В 1585 году венецианский байло Джанфранко Морозини оценивал тогдашний возраст Ферхата около 50 лет. В 1592 году Бернардо Лоренцо писал, что Ферхату около 65 лет. Маттео Дзэйн  в 1594 году описывал его как человека 70 лет.
Встречавшиеся с ним посланники европейских держав называли его албанцем, Лазаро Соранцо писал, что Ферхат был уроженцем «замка Андроничи в Албании». Больше о происхождении Ферхата-паши ничего не известно. Он попал по системе девширме в Эндерун и был обращён в ислам. Имя Ферхат он получил при обращении. По окончании Эндеруна Ферхат получил звание капыджибаши (начальника дворцовой охраны).
В последний период своей жизни Сулейман I приблизил Ферхата, заслужившего милость султана и завоевавшего его доверие. Когда Сулейман умер при осаде Сигетвара в 1566 году, Ферхат по приказу великого визиря Соколлу Мехмеда-паши организовал перевоз тела султана в Белград, скрывая информацию о смерти Сулеймана от армии, а из Белграда после джюлюса Селима II в Стамбул. После этого Ферхат был назначен имрахором (главным конюшим). В этой должности он был и в 1578 году, когда отвозил в Буду приказ о казни местного бейлербея Мустафы-паши, племянника тогдашнего великого визиря Мехмеда Соколлу.
В 1581 году (или 25 февраля 1582) Ферхат был назначен агой янычар. Он обеспечивал порядок и безопасность во время длительного празднования сюннета (обрезания) шехзаде Мехмеда, сына султана Мурада III, с 29 мая по 19 июля 1582 года. В августе 1582 года, в то время когда Ферхат был ответственным за порядок в городе как ага янычар, произошёл большой скандал. Сипахи капыкулу, недавно вышедшие из Эндеруна, привели проституток в район Ат-Мейданы, где и были обнаружены. Городские субаши (офицеры, отвечающие за порядок) с янычарами совершили налёт на отряд сипахов, которые отказывались повиноваться. Ферхат, командовавший янычарами, лично вмешался в драку, в которой были убиты двое сипахов. Двоюродный брат Ферхата, в то время занимавший пост великого визиря, Коджа Синан-паша, видевший схватку, был разозлён, призвал к себе Ферхата, кричал на него и даже оскорбил его, назвав «чёрной собакой». С этого момента между Синаном-пашой и Ферхатом-пашой началась длительная вражда, закончившаяся лишь со смертью Ферхата через много лет и ставшая причиной этой смерти. Синан-паша представил султану ситуацию в виде неблагоприятном для Ферхата, тот был снят с должности аги янычар и заменён Френком Юсуфом-агой.
После этого Ферхат-ага оставался в Стамбуле пять месяцев. Коджа Синан-паша вернулся в Стамбул 22 июля и был снят с поста великого визиря 6 декабря 1582 года из-за событий в войне с персами, его заменил Канижели Сиявуш-паша. 27 дней спустя Ибрагим-паша, который был до того бейлербеем Румелии, был назначен визирем, а Ферхат — назначен на его место.

### Иранская кампания
В 1583 году Ферхат-паша был назначен четвёртым визирем по рекомендации великого визиря Сиявуша-паши и сердаром в Иране. В 1583—1584 годах Ферхат как сердар обеспечивал подкрепления османскому гарнизону в Тифлисе, захватил Ереван, укрепил его и ряд крепостей. Своим заместителем он назначил Джигалазаде Юсуфа Синан-пашу. Затем он начал военную кампанию в Грузии. Оздемироглу Осман-паша, который был назначен великим визирем 28 июля 1584 года, вернулся на Кавказ в 1585 году со званием сердара, а Ферхат-паша вернулся в Стамбул и продолжал выполнять обязанности визиря. Оздемироглу Осман-паша заболел после покорения Тебриза и умер по дороге 29 октября 1585 года в Ачикае. Перед смертью Оздемироглу Осман-паша попросил в письме к султану назначить великим визирем Джигалазаде, в то же время Ходжа Саад-эд-дин-эфенди рекомендовал на эту должность Ферхада-пашу. Мурад не последовал этим двум советам, и 1 ноября 1585 года назначил великим визирем Хадым Месих Мехмета-пашу
В январе 1586 года Ферхат снова был назначен сердаром, и на этой должности он оставался до конца войны. В 1587 году сефевидский шах Мухаммад Худабенде обратился к Ферхату-паше, но пока шли переговоры, его сын Аббас, который стал шахом вместо умершего шаха Худабенде, прекратил переговоры и возобновил войну. В 1588 году, используя Тебриз в качестве базы, Ферхат-паша покорил Гянджу и Карабах. В то же время узбекский хан Абдулла начал атаки с востока, поэтому шах Аббас понял, что Иран не может вести войну на двух фронта. В 1590 году шах Аббас обратился к Ферхату-паше с просьбой заключить мирный договор. Для ведения переговоров и подписания договора был отправлен Мехди Кулу-хан, в качестве заложника в эту делегацию был включён племянник шаха Аббаса. Ферхат-паша вернулся в Стамбул с этой делегацией и приступил к обязанностям второго визиря.
После переговоров между Сефевидами и Османской империей в Стамбуле 21 мая 1590 года был подписан договор, называемый Договор Ферхата-паши или «Стамбульский договор». Благодаря этому договору территория Османской империи достигла наибольших размеров на востоке, включив Тебриз, Карабах, Грузию, Дагестан и Ширван.

### На посту великого визиря
Из-за восстание янычаров 1591 года 1 августа Синан-паша был снят с должности. Сменил его на посту великого визиря Ферхат-паша, назначенный в день смещения соперника, 1 августа. Ферхат-паша был великодушен и не настаивал на более серьёзном наказании для соперника, чем ссылка Коджа Синана-паши в его собственное поместье Малкару. Но Коджа Синан-паша не отказался от своей враждебной жестокости по отношению к Ферхату-паше. В 1591 году жители Эрзурума пожаловались на янычар, которые дежурили в их городе, и это подразделение было отозвано обратно в казармы в Стамбуле. Не дожидаясь того, чтобы янычары успели собраться, чтобы уйти, жители города напали на них и попытались заставить их уйти немедленно, и между капыкулу и жителями произошла драка. Когда новости дошли до Стамбула, янычары не стали есть свой суп и взбунтовались. Султан Мурад III узнал о событиях и спросил великого визиря, о причинах бунта и принятых мерах, и Ферхад-паша ответил, уменьшив размеры происшествия. Судя по всему, султан от кого-то узнал о реальном положении вещей и снял Ферхата-пашу с поста великого визиря 4 апреля 1592 года, заменив его на Канижели Сиявуша-пашу, для которого это был уже третий визират. Но Ферхат-паша сохранил своё звание второго визиря.
28 января 1593 года Синан-паша вернулся в Стамбул и в третий раз был назначен великим визирем. 15 января 1595 года умер султан Мурад III и на трон взошёл его сын Мехмед III, прибывший из Манисы. Мехмед III начал свой султанат, убив 19 своих братьев. 16 февраля 1595 года он снял с должности Коджа Синана-пашу, заявив: «С печатью мёртвого султана не может быть великий визирь». Ферхат-паша был назначен великим визирем во второй раз. Однако он, по словам современника событий, Шараф-хана, «очень себя обязанностями сардара не утруждал». Следствием этого стало нападение в 1595 году австрийской армии во главе с фон Мансфельдом на Эстергом, Вишеград и некоторые стратегически важные крепости на Дунае. В начале апреля 1595 года на собрании, состоявшемся в особняке Ферхата-паши, обсуждался вопрос о восстании в Валахии, и было решено организовать экспедицию против Михая. Ферхат-паша начал кампанию в Валахии 27 апреля 1595 года, 14 мая 1595 года привилегированный статус княжеств Валахии и Молдовы был прекращён, и в этих двух регионах была создана провинциальная османская администрация. Но сторонники Коджа Синан-паши, находившегося в изгнании в Малкаре, начали интенсивную кампанию против Ферхата-паши. Их пропаганда была направлена на янычар, офицеров и солдат, которые не хотели идти на войну, а также на улемов и учёных. Ферхат-паша прибыл в Валахию и начал строительство моста через Дунай в Джурджу, чтобы добраться до валахского воеводы Михая Храброго. Около десяти тысяч капыкулу обратились к Ферхату-паше. Они хотели поскорее вернуться в Стамбул, чтобы их внесли в списки янычаров и выдали положенную оплату. Ферхат-паша, который возвращался в свой особняк 23 апреля, был окружён перед баней Хасеки, ему были предъявлены жалобы капыпулу и сипахов. Ферхат-паша восстановил против себя солдат, прогнав их и сделав им выговор со словами: «Почему вы пытаетесь создать проблему, а не ждать задания? Разве вы не знаете, что непослушные начальством считаются неверными, а их жены — вдовами?» По мнению османского историка Наимы, выступление было спровоцировано Синаном-пашой, противником Ферхата. В итоге Ферхат-паша был избит. Другой противник Ферхата, Ибрагим-паша, сказал султану, что янычары не уважают и ненавидят Ферхата-пашу, и не желают ему подчиняться. Это восстание Мехмед III разогнал c помощью янычаров. Помимо прочего сторонники Коджа Синан-паши распускали при дворе слухи, что Ферхат заключил тайное соглашение с Михаем. Ферхат-паша продержался на посту меньше пяти месяцев, он был снят с поста великого визиря 7 июля 1595 года, а 17 июля великим визирем опять стал Коджа Синан-паша.

### Смерть
При снятии с поста от своих друзей он получил известие, что султан отдал приказ о его казни, и что исполнители выехали из столицы на фронт. Он передал печать визирю Сатырчи Мехмету-паше и тайно отправился в Стамбул, где укрылся на своей ферме в Метрисе. В Стамбул он явился к валиде, Сафие-султан, которая его поддерживала. С её помощью он надеялся переиграть соперников и добиться прощения султана. Но ещё один противник Ферхата, Юсуф Синан-паша, умело сыграл на тщеславии молодого Мехмеда III, намекнув ему, что его мать считает правительницей себя и отменяет его приказы. Соперники Ферхата узнали, где он прячется; различными интригами они добыли фетву на казнь Ферхада у шейх аль-ислама Бостазаде Мехмета-эфенди. Бостанджи схватили Ферхада и доставили его в подземелье Едикуле, где 9 октября 1595 года (17 августа 1595 года) бывший великий визирь был задушен, а его тело было похоронено в тюрбе Эйюпа у одноимённой мечети.
Историк Солак-заде писал, что Ферхата-пашу убили без причины. Другие историки тоже были уверены в том, что он пал жертвой интриг. Согласно османскому историку Наиме, султан Мехмед III был очень тронут, когда узнал, что слухи о предательстве Ферхата оказались клеветой. Историк Ибрагим Печеви много лет служил великим визирям Ферхату-паше и Лала Мехмеду-паше и был непосредственным свидетелем событий на фронте с 1593 года. Он утверждал, что Синан-паша был назначен великим визирем в пятый раз, потому что он был богат и покупал сторонников.

## Оценка
Османские и турецкие историки в целом оценивают Ферхата положительно, описывают его как прилежного, умного, осторожного и смелого. И. Х. Узунчаршилы писал о нём: «Ферхад-паша был одним из самых уважаемых визирей, который преуспел в каждой поставленной перед ним задаче». Он может считаться одним из самых способных визирей своего времени.
Отзывы европейцев о Ферхате иные. Барон Венцеслав Вратислав из Митровицы писал: «Ферхат, главный паша имеет албанское происхождение, он высокий, чёрный, с длинными зубами и неприятный человек». по словам Лазаро Соранцо, его прозвищем было «чёрная змея». Бернардо Лоренцо писал, что Ферхат грубой и невежественной природы, и даже не умеет читать по турецки. По словам Лоренцо, Ферхат нерешителен, потому что он только что назначен. Но он обычно тороплив и холерик, хотя терпеливо выслушивает собеседника и подробно отвечает. Маттео Дзэйн, байло в Стамбуле, описывал Ферхата как сильного и энергичного, хотя и упрямого до идиотизма; умного и менее агрессивного, чем другие паши, с которыми Дзейн имел дело, более склонный к миру и взаимодействию, чем другие.